# Siopelus
Siopelus is een geslacht van kevers uit de familie van de loopkevers (Carabidae). De wetenschappelijke naam van het geslacht is voor het eerst geldig gepubliceerd in 1859 door Murray.

## Soorten
Het geslacht Siopelus omvat de volgende soorten:
- Siopelus aciculatus (Dejean, 1829)
- Siopelus aethiopicus (Clarke, 1973)
- Siopelus alluaudi (Jeannel, 1946)
- Siopelus alticola Basilewsky, 1950
- Siopelus amaroides (Basilewsky, 1967)
- Siopelus andrewesianus (Schauberger, 1934)
- Siopelus angustatus (Dejean, 1829)
- Siopelus australis Facchini, 2012
- Siopelus babaulti (Basilewsky, 1946)
- Siopelus basilewskyanus Facchini, 2012
- Siopelus basilewskyi (Noonan, 1976)
- Siopelus birmanicus (Bates, 1892)
- Siopelus brittoni (Basilewsky, 1946)
- Siopelus bulirschi Facchini, 2002
- Siopelus bunduki Basilewsky, 1962
- Siopelus caffrarius Facchini, 2012
- Siopelus calabaricus Murray, 1859
- Siopelus calathoides (Dejean, 1829)
- Siopelus camerunensis (Basilewsky, 1948)
- Siopelus castaneus (Barker, 1922)
- Siopelus ceradotus (Basilewsky, 1968)
- Siopelus chisasa Facchini, 2012
- Siopelus collarti Basilewsky, 1948
- Siopelus connexus (Peringuey, 1896)
- Siopelus consobrinus (Dejean, 1829)
- Siopelus crassicornis Burgeon, 1936
- Siopelus cratericola (Basilewsky, 1962)
- Siopelus creberrimus (Laferte-Senectere, 1853)
- Siopelus czeppeli Facchini, 2012
- Siopelus damarensis (Kuntzen, 1919)
- Siopelus decorsei (Jeannel, 1948)
- Siopelus demeyeri Facchini, 2004
- Siopelus diatypoides Basilewsky, 1946
- Siopelus exaratus (Klug, 1833)
- Siopelus fletifer (Dejean, 1829)
- Siopelus freyi (Basilewsky, 1956)
- Siopelus fuscus (Dejean, 1829)
- Siopelus glabripennis (Laferte-Senectere, 1853)
- Siopelus gracilis (Harold, 1879)
- Siopelus guineensis Facchini, 2012
- Siopelus hargreavesi Basilewsky, 1948
- Siopelus harpaloides (Guerin-Meneville, 1847)
- Siopelus hypsinomus (Alluaud, 1917)
- Siopelus imerinae (Alluaud, 1916)
- Siopelus iricolor Lorenz, 1998
- Siopelus iris (Murray, 1859)
- Siopelus irritans (Basilewsky, 1953)
- Siopelus jeanneli (Basilewsky, 1948)
- Siopelus kenyanus Facchini, 2012
- Siopelus kikuyu (Basilewsky, 1948)
- Siopelus kilimanus (Alluaud, 1917)
- Siopelus kivuensis Basilewsky, 1948
- Siopelus laevicollis N.Ito, 1995
- Siopelus leleupi Basilewsky, 1976
- Siopelus lineatus Facchini, 2012
- Siopelus lucens (Putzeys In Chaudoir, 1878)
- Siopelus luteoapicalis (Burgeon, 1936)
- Siopelus matsumurai (Jedlicka, 1949)
- Siopelus maynei Burgeon, 1936
- Siopelus melancholicus (Boheman, 1848)
- Siopelus micans (Klug, 1833)
- Siopelus micros (Jeannel, 1948)
- Siopelus natalicus Peringuey, 1896
- Siopelus neomaynei Noonan, 1985
- Siopelus nimbanus (Basilewsky, 1950)
- Siopelus nyassicus (Basilewsky, 1948)
- Siopelus occidentalis Facchini, 2012
- Siopelus oldeanicus (Basilewsky, 1962)
- Siopelus orientalis Facchini, 2012
- Siopelus pallidior (Burgeon, 1936)
- Siopelus patruelis (Peringuey, 1899)
- Siopelus pavoninus (Gerstaecker, 1867)
- Siopelus pediobius (Alluaud, 1926)
- Siopelus persculptus (Basilewsky, 1968)
- Siopelus pseudopunctatellus Facchini, 2012
- Siopelus pseudopunctiger Facchini, 2012
- Siopelus pulchellus (Dejean, 1829)
- Siopelus punctatellus (Reiche, 1847)
- Siopelus punctiger (H.Kolbe, 1883)
- Siopelus punctulatus (Lutshnik, 1922)
- Siopelus quadraticollis (Putzeys In Chaudoir, 1878)
- Siopelus radama (Alluaud, 1932)
- Siopelus ruandanus (Basilewsky, 1946)
- Siopelus rubrosuturatus (Kuntzen, 1919)
- Siopelus simplex Putzeys In Chaudoir, 1878
- Siopelus snizeki Facchini, 2012
- Siopelus stevensi (Schauberger, 1934)
- Siopelus striatopunctatus Facchini, 2012
- Siopelus tabularis (Basilewsky, 1948)
- Siopelus tamilnadensis Kataev, 2002
- Siopelus tanzaniensis Facchini, 2012
- Siopelus tenuestriatus (Basilewsky, 1948)
- Siopelus tshibindensis (Burgeon, 1936)
- Siopelus usambaranus (Basilewsky, 1948)
- Siopelus venustulus (Boheman, 1848)
- Siopelus wrasei Facchini, 2012
- Siopelus zambianus Facchini, 2012
- Siopelus zambiensis Facchini, 2011
- Siopelus zuzartei A.Serrano, 1999